# Aglaophenia latecarinata
Aglaophenia latecarinata é uma espécie de cnidário que ocorre no litoral brasileiro.
Em uma população, seus pólipos formam colônias de até 35 mm de altura, eretas, com hidrocaule não ramificado. Apresenta nematotecas medianas inferiores (165-265 μm de comprimento, 20-30 μm de largura) maiores que as laterais (70-170 μm de comprimento, 15-35 μm de largura). Podem ser encontrados na zona entremarés e até 20 metros de profundidade.
Ocorrendo principalmente no Oceano Atlântico. No Brasil, já foi encontrado no nordeste brasileiro, na área entre Maranhão e Pernambuco, com registros para Piauí, Ceará, Rio Grande do Norte, Paraíba e Pernambuco, e também na área entre a Bahia e Santa Catarina, incluindo o litoral do Espírito Santo, Rio de Janeiro, São Paulo e Paraná. Em outras regiões, ocorre também nas ilhas de Aruba, Curaçau, Bonaire.
Assim como diversos outros hidróides, realiza epibiose, vivendo sobre outros seres vivos. Em Santa Catarina, indivíduos desta espécie foram encontrados sobre Sargassum cymosum, sobre exemplares não identificados de Sargassum e sobre algas. Também ocorre sobre rochas, outros hidróides, e esponjas.
A relação com o Sargassum é tão importante e influente que o DNA mitocondrial das amostras de A. latecarinata podem ser correlacionados com o tipo de Sargassum em que elas foram encontradas.
Próximo à Ilhabela, o pico reprodutivo, com maior liberação de larvas plânulas, ocorreu no verão, nos meses de janeiro e fevereiro.